# Georg Brunner (Theologe)
Georg Heinrich Brunner (geboren am 18. Dezember 1869 in Bernstein, Bezirksamt Wunsiedel; gestorben nach 1908) war ein evangelischer Theologe, Stadtvikar und königlich bayerischer Gymnasialprofessor (Religionslehrer).

## Leben
Brunner war ein Sohn des königlichen Pfarrers Georg Martin Brunner und dessen Ehefrau Maria (geborene Hager) aus Hof. Er besuchte zunächst die Volksschule in Bernstein und vom 1. Oktober 1880 bis 1885 die Internats- und Lateinschule Windsbach. Er absolvierte im Herbst 1885 erfolgreich die Aufnahmeprüfung am humanistischen Gymnasium Bayreuth, das er im Jahr 1889 abschloss. Er legte anschließend an der Universität Erlangen seine Admissionsprüfung für Hebräisch ab und schrieb sich dort für das Studium der Theologie ein. Für das 3. und 4. Semester wechselte er auf die Universität Leipzig und kehrte anschließend nach Erlangen zurück, um seine Studien dort abzuschließen. Während seines Studiums hörte er die historischen und philosophischen Vorlesungen zur Geschichte der Kirche und der Reformation, zur Religionsphilosophie oder der Geschichte der Philosophie von Kant bis zur Gegenwart. 
Im August 1893 legte er die erste theologische Prüfung ab, wurde am 1. November Privatvikar in Bronn, im Dekanat Pegnitz und wurde am 1. Dezember 1893 in Bayreuth ordiniert. Am 1. April 1894 erfolgte die Ernennung zum Stadtvikar und Religionslehrer an der königlichen Realschule in Bamberg. Brunner wurde auch als Pfarrverweser in Kirchenlamitz und Pyrbaum eingesetzt und erhielt am 1. Juli 1895 eine ständige Anstellung als Stadtvikar in Waldsassen. Hier war er zudem als Seelsorger für die Diasporagemeinden Mitterteich und Tirschenreuth zuständig. 1898 legte er die theologische Anstellungsprüfung ab. Da ihn seine Tätigkeit in Waldsassen sehr beanspruchte, stellte er einen Antrag auf Versetzung und wurde am 1. Dezember 1900 zum Hausgeistlichen an der königlichen Strafanstalt Amberg befördert. Durch diesen Wechsel erhielt er Zugang zum königlichen Kreisarchiv, so dass er die dortigen Akten und Urkunden für seine historischen Forschungen nutzen konnte. Daraus resultierte seine Abhandlung zur Geschichte der Reformation des Klosters und Stiftlandes Waldsassen bis zum Tode des Kurfürsten Ludwig VI 1583, die er 1901 veröffentlichte.
Am 10. August 1902 wurde er offiziell zum Gymnasiallehrer des 1896 gegründeten Humanistischen Gymnasiums in Fürth ernannt und 1905 weiterhin als Lehrer für Religion erwähnt. Brunner war zudem Mitglied des 1883 in Magdeburg gegründeten Vereins für Reformations-Geschichte, der 1908 sein 25-jähriges Bestehen feierte. Er wohnte zu dieser Zeit in der Weinstraße Nr. 51 in Fürth.

## Familie
Am 1. Februar 1897 heiratete Brunner Sophie (geborene Rollwagen) aus Nördlingen, mit der er einen Sohn hatte, der am 8. September 1898 geboren wurde. Er hatte einen jüngeren Bruder Karl Brunner (9. Juli 1872–1944).

## Werke (Auswahl)
- Geschichte der Reformation des Klosters und Stiftlandes Waldsassen bis zum Tode des Kurfürsten Ludwig VI 1583 … Fr. Junge, Erlangen 1901, S. 215–216 (Textarchiv – Internet Archive – Hochschulschrift, Friedrich-Alexander-Universität).
- Ein Versuch zur Behandlung der vergleichenden Religionswissenschaft in den oberen Klassen der Gymnasien (= Programm des königlich Humanistischen Gymnasiums Fürth.) die 1906 (Hochschulschrift).
- Die religiöse Frage im Lichte der vergleichenden Religionsgeschichte. C. H. Beck, München 1908.

Als Herausgeber
- Illustriertes Evangelisches Familienblatt zur Förderung der Interessen der bayerischen Diaspora. J. P. Peter, Rothenburg o. Tbr.